# San Juan de Villalobos
San Juan de Villalobos es un centro poblado del municipio colombiano de Santa Rosa, departamento del Cauca. Se encuentra entre Macizo Colombiano y el Piedemonte Amazónico en la llamada Bota Caucana. El poblado fue fundado en 1937 sobre la Ruta Nacional 45 a una distancia de 8 km del límite entre departamento del Huila y Cauca. Este poblado es paso obligado entre Pitalito y Mocoa y ha ganado relevancia luego de la construcción de la Ruta Nacional 45.

## Historia
San Juan de Villalobos es un pueblo de colonos que llegaron a la zona en su mayoría provenientes del Caquetá, Huila y Putumayo atraídos por la riqueza maderera. La historia del asentamiento se remonta al año 1932 cuando una familia de apellido Villalobos ingresó a la zona motivada por la extracción de madera. Por este inhóspito lugar se abrieron paso desde Pitalito (Huila) internándose en la selva virgen utilizando hachas y machetes. Siguiendo el río más grande y caudaloso consiguieron abrir un camino y decidieron bautizarlo con su nombre. A partir de 1935, motivados por la historia de los Villalobos, comenzaron a llegar los primeros pobladores que improvisaron sus viviendas con plásticos y tablas que ellos mismos cortaban con el objetivo de explotar la riqueza maderera del lugar. Los habitantes transportaban su mercado a lomo de mula y a pie. A mediados de 1937 se formó el primer caserío denominado Santo Domingo, ubicado a 5 kilómetros de La Línea (o “El Cable”), lugar limítrofe entre los departamentos de Huila y Cauca. . Las casas estaban construidas con restos de madera que vendían, tenían techos de tejas de paja, que eran cartones rústicos que servían como tejas de Eternit, y el piso era de tierra. 
Para 1948 la población había aumentado considerablemente a raíz del inicio de la construcción de tramos de la carretera que conectaría Pitalito con Mocoa, en el departamento de Putumayo. Ante las constantes peleas entre los habitantes, se instaló una comisaría con 7 uniformados activos, al mando de Don Pedro Marín, vecino de Santo Domingo, como inspector de policía. A medida que avanzaba la construcción de la carretera también se fueron formando nuevos caseríos o aldeas, es así como en 1953 se funda la vereda La Petrolera, a 10 kilómetros de Santo Domingo. Las construcciones se establecieron a ambos lados de la vía con un recorrido aproximado de un kilómetro por predio. En La Petrolera fundaron la escuela del mismo nombre en 1955 y su primera maestra fue Alicia Castaño Molina A 7 kilómetros de La Petrolera, el pueblo Santa María fue fundado en 1958. La escuela fue fundada al año siguiente bajo el liderazgo de la profesora Carlina Hernández. . Este camino tenía 6 kilómetros de largo con casas alejadas unas de otras. En 1960 llegó a la región el misionero capuchino de origen español, Fray Isidoro de Montclar, procedente del Vicariato Apostólico de Sibundoy en el vecino departamento de Putumayo.
Fray Montclar tuvo un impacto fundamental en el desarrollo y conocimiento de la zona. Ordenó y se encargó de construir las escuelas en material de cemento o adobes fabricados por él mismo. En los años siguientes y con el avance de la carretera se fundaron en 1967 los caseríos San Eduardo, Las Palmeras y San Juan. Durante 19 años se detuvo la construcción de la carretera, facilitando el asentamiento en San Juan. Este último pueblo ha destacado por su población desde su fundación. Geográficamente se ubica en plena vía a Mocoa, por lo que funciona como punto medio entre la población que habita en la zona baja y la zona alta de Media Bota Caucana. El colegio San Juan fue fundado por la maestra Aura Helena Ordóñez. en 1968. En 1969 llega a la región el Padre Redentorista José Restrepo López, mediante el convenio denominado 'Contrato de Escuelas Nacionales, las escuelas pertenecían al Vicariato de Sibundoy en ese momento. Fue designado párroco de San Juan e inspector escolar de la zona. Bajo el liderazgo de este sacerdote se produjeron grandes avances en la región. Debido a su profesión de cartógrafo logró elaborar el mapa del Municipio de Santa Rosa, destacando las regiones de Villalobos, Mandiyaco (resguardo indígena Yanacona de Santa Martha) y Descanse.
Montclar mediante un mapa llamó la atención en Popayán, capital del departamento, e hizo que el territorio tuviera reconocimiento gubernamental. Además de los fondos nacionales, recaudó recursos económicos de Alemania para la construcción de iglesias y escuelas. Con estos recursos se construyeron las iglesias de Santa María y San Juan, y también se adquirió un vehículo para transportarse entre caminos y realizar misas. También creó restaurantes escolares.
El padre Restrepo López también organizó las Juntas de Acción Comunal en cada pueblo y las guio en el logro de su personería jurídica en la Secretaría de Gobierno del Cauca en Popayán. Hizo construir los acueductos de Santa María y San Juan, con ayuda gestionada desde el Instituto de Salud Pública del Cauca. A partir de 1987 fundó las localidades de Sajonia, Buenos Aires y Betania ubicadas entre San Juan y el puente sobre el río Villalobos, limitando con el sector de Mandiyaco. Ayudó a la separación de cierta población que habitaba en el caserío La Petrolera y creó el caserío La Quebradona, con su respectiva escuela construida en material, la primera maestra fue Alicia Castaño Molina. El padre Restrepo López también fundó la inspección policial de San Juan y antes de tener edificio nombró inspector a Salomón Silva (el vecino más antiguo de Villalobos).
En los años siguientes se crearon dos senderos más: La Esmeralda, que emerge de la parte alta de Santa María, y La Florida, que emerge de la parte baja. En dirección Pitalito – Mocoa los senderos son en su totalidad: Santo Domingo, La Petrolera, La Quebradona, La Esmeralda, Santa María, La Florida, San Eduardo, Las Palmeras, San Juan, Sajonia, Buenos Aires y Betania. El 5 de octubre de 1992 se funda la Institución Educativa Agrícola Villalobos. Su primera rectora fue Delfa Rosalén Cruz Chanchi, posteriormente asumió Javier Murillo, quien se desempeña como rector hasta el día de hoy. El primer puesto de salud se fundó en 1965. Cinco años después, en 1970, con la ayuda del alcalde de Santa Rosa, se abrió el puesto de salud municipal en San Juan. Los párrocos son personajes muy importantes dentro de la comunidad. Además de labores sociales como construir escuelas y gestionar recursos, se convierten en gestores culturales, ya que las fiestas del pueblo son organizadas por la parroquia y la comunidad.

## Economía
Extracción de madera. La extracción de madera a gran escala fue inicialmente la principal actividad económica de los habitantes que se asentaron en el municipio de Villalobos. Como la madera era un recurso abundante, los recién llegados talaron los árboles con los que construyeron sus casas de madera techadas con hojas de palma de tagua, que también crecía naturalmente en la región. Los árboles fueron talados y vendidos a intermediarios que llegaron con camiones y los cargaron al interior del país, para ser vendidos en Cali, Valle del Cauca, a la empresa Cartones de Colombia, actualmente propiedad de la transnacional Smurfit Kappa. Como consecuencia de este comercio de larga data, la zona fue ampliamente deforestada, principalmente en las orillas de la carretera. Actualmente, esta profesión se encuentra suspendida en cumplimiento de leyes que prohíben la tala masiva de árboles con fines comerciales en aras de la protección y conservación del medio ambiente, igualmente muchas familias se dedican al trabajo independiente, por lo mismo tienen como sustento económico sus propias tiendas donde venden lo que más es necesitado por los habitantes, entre ellos se destacan las tiendas de: "gerardina" que cuenta con el único "supermercado de la zona", y la "tienda de Loren" una papelería que destaca por su variedad y accesibilidad al bolsillo.
'La bonanza del lulo. Los ancianos cuentan que cuando se asentaron por primera vez en el territorio, llovió durante un año seguido. La tierra no era apta para la agricultura. Tampoco tenían los conocimientos para trabajar en ello. Los alimentos eran traídos desde el Huila a lomos de mula. Año tras año, con los árboles diezmados, el clima se fue transformando, y una de las plantas endémicas que lograron cultivar fue el lulo. El lulo crecía de forma silvestre, no necesitaba fertilizantes ni pesticidas y no requería de muchos cuidados. Al igual que con la madera, vendían sus cosechas a intermediarios, quienes luego las comercializaban en el Huila y el Valle del Cauca. Económicamente, el cultivo y cosecha del lulo significó la acumulación de capital para los colonos campesinos que habitaban la región. Con estos ingresos la mayoría logró comprar las tierras en las que vivían, este es el caso de algunos que actualmente poseen inmensas hectáreas de tierra; También lograron construir casas con materiales, comprar ganado lechero, caballos y adquirir propiedades en el cercano pueblo de Pitalito, Huila. Además, algunos de sus hijos fueron enviados a Pitalito para recibir educación de calidad. Pero no todos lograron hacerse un futuro con la bonanza del lulo. Esta era una ocupación puramente masculina, al igual que la extracción de madera. Las principales ocupaciones según el censo ocupacional son agricultura, empleado privado, empleado público, comerciantes y madereros, además de las mujeres amas de casa que tienen el mayor número con 238, también hay panel trabajadores, recicladores, cafetaleros y cañeros.
La economía de la región se mueve en tres grandes sectores: agricultura, ganadería y extracción de madera. La mayoría de la población subsiste con menos del salario mínimo. El 90% de las familias trabajan la tierra como agricultores. Generalmente los cultivos son para consumo familiar y trueque dentro de la comunidad, denominadas actividades agrícolas de subsistencia. Se comercializa muy poca producción debido al aislamiento geográfico producto de la falta de rutas de transporte 79. Los habitantes denuncian el declive de la agricultura, como consecuencia de tres factores: 1. las fumigaciones contra cultivos ilícitos en el departamento del Putumayo en 2004 y 2005, 2. desplazamiento forzado y 3. llegada de plagas por el progresivo calentamiento global, que no dejaron en pie un cultivo de lulo. En la década de 1990 se sembraron cultivos de uso ilícito como la amapola, los cuales, según el Plan de Vida, no tuvieron éxito debido a que las condiciones climáticas no eran las óptimas, y fueron reemplazados por cultivos de lulo.

## Localización y accesos
Este centro poblado conecta al departamento de Huila con el Putumayo. A través de la vía Pitalito - Mocoa.'

## Turismo
San Juan de Villalobos es el único pueblo de la región de Bota Caucana conectado al sistema vial nacional de Colombia, y como resultado de esto se ha consolidado como la puerta de entrada a la región de Bota Caucana, que es uno de los destinos con mayor biodiversidad de Colombia. y atractivo para la práctica del Observación de aves y otras alternativas de ecoturismo.

## Demografía
San Juan de Villalobos está habitado por una población mixta, incluyendo campesinos, afrocolombianos e indígenas. Según el censo realizado en 2009, la población de San Juan de Villalobos era de 733 hombres y 585 mujeres. Según su origen, los habitantes de San Juan de Villalobos se distribuyen de la siguiente manera: 33% de Huila, 31% de Cauca, 11% de Putumayo, 5% de Caquetá, 3% de Nariño, 10% del resto del país. 

## Geografía
San Juan de Villalobos se ubica al suroeste del departamento del Cauca, en la región conocida como Bota Caucana y también forma parte de la cuenca alta del Río Caquetá, que incluye los municipios de San Sebastián. , Santa Rosa y Piamonte. Asimismo, estos pasan a formar parte del Macizo Colombiano y del inicio occidental de la cuenca amazónica. La región a su vez se divide en tres subregiones denominadas Alta Bota, Media Bota y Baja Bota.
El distrito de San Juan de Villalobos ocupa la región de Media Bota Caucana, la cual está incluida en su totalidad en el Municipio de Santa Rosa. No existe camino para comunicarse directamente con Santa Rosa, ya que su única vía de acceso al Departamento del Cauca es a través de la carretera Pitalito (Huila) – Mocoa (Putumayo). El tramo de la carretera Pitalito-Mocoa que atraviesa Media Bota tiene una longitud de 48,7 km.
San Juan de Villalobos está situado en un sector montañoso atravesado por el sistema de fallas de Algeciras y su línea principal se conoce como Falla San Francisco – Yunguillo. Relacionada con la línea de esta falla, se distingue una depresión donde se ubica el poblado de San Juan de Villalobos, en la cual se encuentran depósitos cuaternarios y rocas sedimentarias del cretácico y paleógeno, confinado entre rocas ígneo-metamórficas, por una disposición de fallas. En forma de “S”. Esta depresión se interpreta como otra tranquila cuenca en forma de S, en una curva relajante de la falla principal. También llaman la atención las lentes formadas en el interior de la cuenca por fallas que afectan a la sucesión sedimentaria y los pliegues que aparecen con ejes paralelos a la falla principal, de acuerdo con las características de estas curvas de relajación.